# Agnolo Bronzino
Agnolo di Cosimo, detto il Bronzino (Monticelli di Firenze, 17 novembre 1503 – Firenze, 23 novembre 1572), è stato un pittore italiano.
Vissuto tutta la sua vita a Firenze e impegnato sin dalla fine degli anni 1530 alla corte di Cosimo I de' Medici, fu tra i più raffinati e mirabili pittori del primo manierismo, noto soprattutto per essere stato uno dei più abili e incisivi ritrattisti della Firenze del tardo Rinascimento.
Oltre ai tanti ritratti, tra le sue opere vi sono molti soggetti religiosi e alcuni soggetti allegorici, tra cui spicca in particolare quella che probabilmente è la sua opera più conosciuta, Allegoria del trionfo di Venere (c. 1544–45), ora alla National Gallery di Londra.
Allievo del Pontormo, da cui attinse l'essenza tecnica del proprio stile, fu egli stesso maestro del pittore Alessandro Allori.

## Biografia
Proveniva da una famiglia povera, figlio di un macellaio.
Il soprannome "Bronzino" ("del colore del bronzo") è attestato per la prima volta nel 1529.
Dopo un apprendistato presso Raffaellino del Garbo, verso il 1515 iniziò a lavorare nella bottega di Pontormo (1494-1557), che influenzò la carriera pittorica del Bronzino.
Tra il 1523 e il 1525 collaborò con il maestro alle decorazioni del chiostro della certosa del Galluzzo e poi a quelle della cappella Capponi nella chiesa di Santa Felicita. L'affresco staccato con San Benedetto penitente della Badia fiorentina e il San Michele arcangelo e il demonio di Palazzo Madama a Torino sono fra le prime opere note dell'artista, mentre per la cappella Capponi in santa Felicita dipinse, secondo Vasari, due dei quattro tondi con le figure degli evangelisti. Già a questa data Bronzino ha assimilato così profondamente lo stile di Pontormo, che ancora oggi fra i critici non c'è accordo su quali dei tondi siano da attribuirsi al maestro, e quali all'allievo. Al sodalizio dei due appartiene anche il Pigmalione e Galatea degli Uffizi, che sempre Vasari racconta essere stato dipinto come coperta del celebre alabardiere di Pontormo.
Al 1529 risale la Pietà con la Maddalena mentre nel 1531 si trasferì a Pesaro dove lavorò per la famiglia Della Rovere, partecipando alla decorazione ad affresco della Villa Imperiale, in collaborazione con i fratelli Dossi e Girolamo Genga.
Ben presto si afferma come apprezzatissimo ritrattista; fra i più precoci si ricordano il Ritratto di Guidobaldo Della Rovere in armi della Galleria Palatina e la Dama in rosso di Francoforte. Una nuova fase artistica il Bronzino la evidenziò con la serie di ritratti eseguiti dal 1530 al 1545, come l'Ugolino Martelli, e il Bartolomeo e Lucrezia Panciatichi, nei quali la verosimiglianza delle figure, rafforzata dai chiaroscuri, convive con un valore della forma metafisico.
La commissione più prestigiosa arrivò nel 1539, con la campagna dei lavori di ammodernamento di Palazzo Vecchio in seguito al matrimonio del granduca Cosimo I de' Medici con Eleonora di Toledo. In tale occasione il palazzo fu oggetto di una serie di lavori di abbellimento per divenire dimora della coppia granducale e Bronzino fu incaricato della decorazione della cappella privata della granduchessa, che portò a termine fra il 1540 e il 1545 realizzando gli affreschi della volta e delle pareti, la pala d'altare e altre tele. La pala, con la Deposizione, tuttora considerata uno dei suoi capolavori, fu all'epoca così ammirata dal cancelliere dell'imperatore Carlo V che Cosimo decise di fargliene dono chiedendo poi al pittore di realizzarne una copia identica che ancora si può vedere nella cappella. In questo periodo divenne il ritrattista ufficiale di corte realizzando la celebre serie dei ritratti dei figli di Cosimo oltre che dello stesso granduca e di Eleonora, destinati alla tribuna degli Uffizi, oltre a una serie di ritratti commissionati anche dagli alleati come i Doria. In questo periodo eseguì dipinti a sfondo sacro e profano e un notevole numero di cartoni per l'Arazzeria medicea.
Nel 1541 il Bronzino entrò nell'Accademia Fiorentina e realizzò il Passaggio del Mar Rosso raggiungendo l'apice della sua qualità artistica aggiungendo al manierismo una idealizzazione plastica ispirata dagli esempi scultorei michelangioleschi.
Nel 1548 si recò a Roma e alla morte di Pontormo, avvenuta nel 1557, si occupò di finire gli affreschi del coro della chiesa di San Lorenzo a Firenze.
Venne nominato riformatore dell'Accademia delle arti del disegno nel 1563 e in seguito venne reintegrato dopo l'espulsione nell'Accademia Fiorentina.
Morì il 23 novembre del 1572 nella casa dell'allievo Alessandro Allori e venne sepolto nella chiesa di San Cristoforo degli Adimari. Il Bronzino viene collocato nella corrente pittorica manieristica.
Ebbe, sembra, relazioni sentimentali con il maestro Pontormo prima e con Alessandro Allori poi. Con quest'ultimo convisse fino alla morte. L'amore per il Pontormo e per l'Allori sono oggetto di alcune delle poesie del Bronzino.